# Roger Schall
 (août 2022   –   Cet article est majoritairement composé de contenu rapporté le 1er et 2 août 2022 par un auteur sous IP recopiant un travail universitaire inédit. C'est très problématique en termes de propriété intellectuelle car il en reprend les mots, les recherches, et certaines conclusions. C'est également la seule contribution de ce contributeur, preuve d'un probable conflit d'intérêts en lien avec le photographe...).
- Si vous ne connaissez pas le sujet, laissez ce bandeau (vous pouvez alors contacter les auteurs).
- Si vous supprimez le contenu mis en cause (vous pouvez préalablement contacter les auteurs),

argumentez précisément cette suppression dans la page de discussion
(un manque de référence n'est pas un argument ; une recherche réelle de référence doit avoir été effectuée, être formellement documentée).
 (août 2022).
Roger Schall, né à Nancy le 25 juillet 1904 et mort à Paris le 4 décembre 1995 est un photographe français ayant exercé de la fin des années 1920 jusqu'aux années 1970. Représentant de la Nouvelle Vision et précurseur de la photographie humaniste, Roger Schall fait partie des photographes des années 1930-40 avec ses photographies de mode, ses portraits et ses reportages en France et à l’étranger.
Le studio qu’il ouvre à Montmartre avec son frère en 1931 opère comme une agence, diffusant des images dans de nombreux magazines : Vu, Vogue Paris, L'Illustration, Life, Paris Match… 150 couvertures et 10 000 photos publiées. Roger Schall a laissé de nombreuses photographies de mode et des célébrités de son époque. Il est connu également pour ses photographies de Paris sous l'Occupation, dont il fut l’un des rares photographes à témoigner.

## Biographie
Né à Nancy le 25 juillet 1904, Roger Schall et sa famille arrivent à Paris en 1911. Son père Émile exerce le métier de photographe dans les lycées et écoles. Durant la guerre, la famille s’installe aux Sables-d’Olonne.
En 1924, Roger Schall effectue son service militaire à Strasbourg. Il est détaché au sein de la section photographique au Liban au printemps 1925. À la fin de son service, il reprend le travail auprès de son père, tout en suivant des cours du soir pour perfectionner ses connaissances en dessin et peinture.
En 1929, Roger Schall consacre toutes ses économies à l’acquisition d’un appareil Leica, apparu cette même année. C’est muni de cet appareil et d’un Rolleiflex acheté au début des années 1930 que Roger Schall parcourt la capitale à la recherche de scènes pittoresques.
En 1931, Roger Schall ouvre avec son frère Raymond un atelier à Montmartre qui deviendra le studio Schall frères puis Schall Presse. Roger Schall illustre des articles, notamment quelques numéros spéciaux pour l’Art vivant. Lucien Vogel, à la tête de Vu lui commande des reportages. Comme nombre des photographes de son époque, Roger Schall opère principalement sur commande et réserve sa production à des publications. Il réalise à cette époque une série de nus en studio qui paraissent dans la revue Paris Magazine.
En 1934, Michel de Brunhoff alors directeur de Vogue l’introduit au milieu de la mode. Son reportage sur le jubilé du roi George VI à Londres cette même année est publié dans l’édition anglaise de Vogue. Après avoir réalisé un reportage sur la construction du paquebot Normandie, Lucien Vogel lui confie pour Vu le reportage du voyage inaugural Le Havre-New York en mai 1935. Roger Schall est le photographe exclusif pour la Compagnie Transatlantique, partageant sa cabine avec Blaise Cendrars. Il profite de son séjour aux Etats Unis pour faire un reportage sur New York. Pour Vu, il part ensuite à Berlin couvrir la préparation des Jeux Olympiques de 1936. Il travaille sur place avec Ullstein, les revues Die Dame et Berliner Illustrierte. Roger Schall multiplie les reportages notamment sur l’Exposition Universelle qui se tient en 1937, les bals et mondanités, les courses hippiques et concours d’élégance automobiles.
Pour le premier numéro de Match, Roger Schall se rend au Maroc avec Colette pour un reportage sur le mariage des fils du Pacha El Glaoui. Il livre également des images sur les casbahs de Marrakech et sur la légion étrangère. À l’automne, son reportage sur le congrès de Nuremberg fait l’objet d’un numéro spécial de Match. En 1939, Life lui commande un reportage sur la Suisse et l’organisation militaire. La défense passive, la ligne Maginot et la drôle de guerre. Toujours pour Life, Roger Schall part à Berlin pour un reportage sur la vie d’une famille nationale-socialiste. Mobilisé en 1940, Roger Schall est affecté sur un train sanitaire à Verdun, où il effectue des missions photo-cinéma. Démobilisé après la défaite de la France, il rentre à Paris, sous l’Occupation. À Paris, la Propagandastaffel contrôle l’ensemble des publications. En 1942, Roger Schall reçoit des autorités une carte l’autorisant à exercer son activité de photographe. Il continue de travailler pour Marie Claire et se rend en 1943 auprès de ses clients couturiers pour la présentation des collections à Lyon. Il part ensuite en Corse pour compléter la deuxième édition de Reflets de France, recueil de plus de 300 photographies, édité par son frère Raymond et publié une première fois en 1942. Plusieurs autres éditions verront le jour : en 1943 avec une préface de Henry de Montherlant, puis en 1950 aux éditions Gründ. En 1944, première parution de l’ouvrage À Paris sous la botte des nazis, témoignage en images des quatre années d’Occupation. Cet ouvrage, préfacé par le Général de Gaulle, est édité par Raymond Schall avec des photographies de Roger Schall, Robert Doisneau, Roger Parry, Jean Séeberger, André Papillon, Pierre Jahan et Maurice Jarnoux, et des textes de Jean Eparvier.
Après-guerre, il développe une activité publicitaire : lancement de parfums pour Guerlain, Nina Ricci, Marcel Rochas. Roger Schall réalise des photographies publicitaires pour les Cristalleries de Saint Louis et Christofle.
En 1967, Roger Schall confie le studio à son fils Jean-Frédéric Schall pour se consacrer à la gestion de son importante collection de documents. Il meurt à Paris le 4 décembre 1995, laissant un fonds de plus de 80 000 photographies.

## Analyse de l’œuvre
La diversité des styles employés par Roger Schall renvoie à deux tendances qui coexistent durant l’entre-deux-guerres : la modernité de la Nouvelle Vision incarnée par la photographie pure, la Nouvelle Objectivité et le surréalisme, et un certain retour à l’ordre avec la photographie humaniste.

### Un représentant de la Nouvelle Vision photographique
Dès l’acquisition de son premier appareil Leica en 1929 puis du Rolleiflex avec lequel il réalise la plupart de ses images, Roger Schall photographie son environnement de façon inédite : gros plans, basculements par la contre-composition, vue aérienne... Il accumule les objets et emploie des perspectives insolites.

#### La photographie réaliste
Roger Schall valorise la qualité formelle et technique, dans une approche rigoureuse du métier de photographe. Son oeuvre adopte un équilibre classique et un goût de la composition. En passant d'un genre à l'autre, Roger Schall a constitué une oeuvre personnelle, mêlant reportage sur le vif et sens de la poésie. Vision oscillant entre réalisme et idéal, le regard de Roger Schall est sincère et direct, fidèle à un style « fait de sobriété et empreint de bonnes manières ».

##### Le nu réaliste de Roger Schall
Roger Schall aborde les thèmes au gré des opportunités et « la découverte d’un beau modèle l’oriente (…) vers l’étude du nu ». Ce beau modèle découvert en 1932, c’est Assia, qui deviendra la muse de nombreux photographes de la Nouvelle Vision, dont Dora Maar et Emmanuel Sougez, mais aussi de peintres et de sculpteurs. Les photographies d’Assia par Roger Schall paraissent en septembre 1933 dans Paris Magazine puis sont régulièrement publiées dans des revues, magazines et recueils de photographie.

##### Le portrait
L’œuvre de Roger Schall se caractérise par un nombre important de portraits, qu'il ne réalise que très rarement en studio, privilégiant les portraits pris sur le vif ou bien le portrait traditionnel où le modèle pose dans son environnement quotidien. Portrait mondain, anonyme ou d'artiste, la figure humaine est au centre de ses préoccupations.

##### La mode: image de l’instantané
La photographie de mode en extérieur existait bien avant les débuts de Schall pour Vogue Paris en 1934, s’organisant autour de quelques grands thèmes : les transports, la ville, la vie au grand air. L'apport de Roger Schall en ce domaine tient à la vitalité et au naturel qui se dégagent de ses images. Son esthétique est celle de l’instantané : elle le demeurera tout au long de sa carrière de photographe de mode de 1932 à 1951.

#### Les lumières de la nuit
La nuit a beaucoup inspiré Roger Schall, le conduisant dans les lieux éveillés de la capitale : bars, dancings, cabarets. Ses photographies de nuit adoptent des plans larges, les rues et les monuments se découpent dans une organisation graphique interrompue par les halos des réverbères. Roger Schall voyage à Londres et à New York. Il en rapporte des clichés qui mêlent fascination de la modernité architecturale et recherche du pittoresque. Le jour comme la nuit, ses photographies de la ville offrent un riche éventail des possibilités graphiques et poétiques.

### De la Nouvelle Vision à la Photographie Humaniste
Photographe de l’événement, Roger Schall ne cède pas au sensationnalisme et il s’efforce à l'inverse de montrer des images non événementielles. Certains de ses reportages font réfléchir : Ligne Maginot, Front populaire, congrès de Nuremberg, reportage sur les ouvrières ou l'industrie : les images de Schall publiées dans Vu, Match et les revues étrangères racontent la guerre qui s'annonce.
Dans les publications de l'entre-deux-guerres, une place croissante est accordée aux reportages mondains. Artistes et intellectuels sont immortalisés lors de galas ou dîners mais aussi chez eux, en vacances, entre amis. Schall photographie les célébrités partout : Kees van Dongen à la plage, Maurice Chevalier et Lucienne Boyer en vacances, Jean Cocteau sur le tournage des Parents terribles. En inscrivant ces événements mondains, l’œuvre de Roger Schall dessine le portrait d’une époque.

#### La photographie comme témoignage: Paris sous l'Occupation
Paris, occupée par les nazis à partir de juin 1940, est soumise aux privations, aux rationnements. Roger Schall photographie les rues de Paris, il se concentre sur le peuple qui tente de survivre. Ses images seront conservées jusqu’à la Libération pour être publiées avec celles d’autres photographes (Doisneau, Jahan, Jarnoux, Papillon, Parry, Séeberger) dans un ouvrage de Jean Eparvier, A Paris sous la botte des nazis, paru aux éditions Raymond Schall.

#### Photographe du réel et de la poésie
Roger Schall est un photographe de la réalité tourné vers l'Homme. Sur le mode de travail du photojournalisme, Roger Schall observe les gens dans leur quotidien, s'attachant à montrer comment ils s'inscrivent dans un lieu. La photographie humaniste qui le caractérise a pour sujet l'être humain et la trace qu'il laisse dans la nature et sur les choses.

##### Réalisme social
Paris est un réceptacle inépuisable de scènes de vie au pittoresque toujours renouvelé. Schall parcourt la capitale avec l'intention de transmettre la mémoire de tous ses aspects et traduit la poésie d’un Paris populaire pris sur le vif où l'homme est valorisé dans une vision à la fois réaliste et idéalisée.
En « Balzac d’une société qui ne mérite pas sa comédie humaine », Roger Schall livre à travers ses images une véritable fresque de la société de son temps. Il révèle la misère des classes populaires, découvre les curiosités de la ville dont il photographie les petits métiers. Dans les campagnes, il montre une figure paysanne sur lequel le temps n'a pas prise.

## Collections, expositions
- 1932 Galerie Studio St Jacques, Paris
- Exposition pour la constitution des Artistes Photographes (association créée par Laure Albin Guillot, 1er regroupement de photographes),
- 1933 Galerie Studio St Jacques, Paris
- Exposition au Salon des Artistes Photographes
- Mars 1936 « Salon des Dix » chez le peintre-décorateur Jules Leleu, Paris
- 1937 Exposition Internationale des Arts et techniques, pavillon de l’architecture et de la photographie
- 1938 Grand Atelier, Paris
- 1939 Exposition internationale des photographies de neiges organisée par le comité français d’exposition photographique et cinématographique
- 1942 Salon des Artisans de la Seine, Paris
- 1947 Deuxième Salon National de la photographie, Bibliothèque nationale de France, Paris
- 1948 Troisième Salon National de la photographie, Bibliothèque nationale de France, Paris
- 1961 Salon national du portrait photographique, Bibliothèque nationale de France, Paris
- 1982 Salon d'Automne au Grand Palais, Paris
- 1983 Acquisition de près de 400 photographies de Roger Schall par le Musée Carnavalet
- 1987 « Nue en 1930 », Galerie Octant, Paris
- 1989 « L’Invention d’un art », exposition au Centre Georges Pompidou, Paris
- 2003 « Chantons sous l’Occupation », exposition au Centre d’Histoire de la Résistance et de la Déportation, Lyon (40 photographies exposées)
- « Paris under the heel of the nazis. Vintage photographs 1940-44 », Galerie Patricia Laligant, New York
- 2004 16e Festival International du photojournalisme, Visa pour l'Image, projection de 169 photographies de Roger Schall, Perpignan
- « French photography from the 1930’s and 1940’s », exposition collective, Zabriskie Gallery, New York
- 2005 « Paris Vu par Roger Schall », exposition, Centre commercial Italie 2, Paris
- 2007 « L’Eternel Féminin » exposition collective, galerie Kowasa, Barcelone
- 2009 « Paris Capitale photographique, 1920-1940 », collection Christian Bouqueret, Galerie nationale du Jeu de Paume, Hôtel de Sully, Paris
- 2010 « Normandie », exposition de photographies sur la digue-promenade de la plage du Havre
- « Parigi capitale della Fotografia 1920-1940 », collection Christian Bouqueret, Museo Nazionale Alinari della Fotografia (MNAF), Florence
- 2011 « Roger Schall (1904 -1995) », exposition, Galerie Amtarès, Paris
- 2012 « Eyes on Paris : Paris im Fotobuch 1890 bis heute », exposition collective, Haus der Photographie, Hambourg
- 2013 « Voici Paris, Modernités photographiques 1920-1950 », collection Christian Bouqueret, Centre Georges Pompidou, Paris
- 2014 « Paris libéré, Paris photographié, Paris exposé », exposition collective, Musée Carnavalet (18 photos exposées)
- « Portraits », Galerie Cosmos, Paris (28 photos exposées)
- Fotofever 2014 : Roger Schall, DurevEvents, Carrousel du Louvre, Paris
- 2015 « Ici & Ailleurs, une exposition collective », 27e Festival International du photojournalisme, Visa pour l’image, Perpignan (5 photographies exposées)
- « Jeanne Lanvin au Musée Galliera » exposition collective, Palais Galliera, Musée de la Mode de la ville de Paris (9 photographies exposées)
- Exposition collective à la galerie Cosmos, Paris (9 photographies exposées)
- « Paris la Nuit », Galerie Argentic, Paris
- 2016 « Normandie, 1935, le voyage inaugural », Galerie Argentic, Paris. Exposition présentée également au Musée French Lines du Havre
- 2017 « Paris 1930 », exposition sélectionnée pour le Mois de la Photo, Galerie Argentic, Paris
- « Zen » exposition collective, Galerie Argentic, Paris
- « Elégance », exposition collective, Galerie RussianTeaRoom chez Central Dupon, Paris
- 2018 « Monde Tsiganes, la Fabrique des images », exposition collective, Palais de la Porte Dorée, Paris (17 photographies exposées)
- « Le chic français », exposition collective, Musée Nicéphore Niépce, Chalon sur Saône
- « Rétrospective Roger Schall », Festival Planches Contact de Deauville
- « Duo Schall » Galerie Argentic, Paris
- Fotofever 2018 : Roger Schall, Galerie Argentic, Carrousel du Louvre, Paris
- 2019 « Pendulum. Moving Goods, Moving People », collection de la MAST Foundation, Bologne
- 2021 « Vogue Paris 100 ans », exposition collective, Palais Galliera, Musée de la Mode de la ville de Paris
- « Roger SCHALL, une vie de photographe : exposition rétrospective », Galerie Argentic, Paris.
- « L’éloge de la main » exposition collective, Les Douches la Galerie, Paris
- « Roger Schall x les Puces du Design », Puces du Design, Porte de Versailles, Paris
- 2022 Fotofever 202 : « Roger Schall x fotofever », Bastille Design Center, Paris
- « Chefs-d’œuvre de Roger Schall », Festival VIF, Galerie Argentic, hôtel de ville de Vincennes

## Publications
- 1937 SCHALL Roger, Paris de jour, préface Jean Cocteau et 62 photographies de Roger Schall, Paris, Arts et Métiers Graphiques
- 1937 SCHALL Roger, Manufacture des glaces et produits chimiques de St Gobain, Chauny et Cirey : exposition 1937, Paris, Perceval (44 pages sous portefeuille enserré d’un cordon), exposition des arts et techniques de la vie moderne
- Ca. 1940 BAUGE Jean et SCHALL Roger, Frankreich, ein bilderbuch, Paris, éd. Raymond Schall
- 1941 ROUBIER Jean, SCHALL Roger, BRASSAÏ, Les Châteaux de la Loire, Paris, éd. du Chêne
- 1942 MARION Paul (préface), Nouveaux destins de l’intelligence française, Paris, ministère de l’information, Draeger Montrouge
- 1942 SCHALL Roger, Reflets de France (texte de René MIQUEL), Paris, éd. Raymond Schall
- 1943 SCHALL Roger, Reflets de France (préf. Henry de Montherlant, texte de René MIQUEL), Paris, Paris, éd. Raymond Schall
- 1944 EPARVIER Jean, A Paris sous la botte des nazis, préface de Charles De Gaulle, Paris, éd. Raymond Schall
- 1945 LEROUX A.G, Un an, Paris, Paris, éd. Raymond Schall
- 1945 LENNAD Roland, Les hommes verts, Paris, éd. Raymond Schall, (d’après un reportage de Roger Schall)
- 1945, BEAUMONT Germaine, De A jusqu'à Z, la gaine Scandale, album publicitaire, éd. Société Occulta, Lyon
- 1946 SCHALL Roger, Visages de France, Institut Français de Vienne
- 1950 SCHALL Roger, Reflets de France, Paris, éd. Raymond Schall
- 1951 ROMAIN Jules (préface), L’Automobile de France, Paris/Billancourt, Régie nationale des usines Renault (photos de Schall, Doisneau, René Jacques, Jahan, Zuber, Dumas)
- 1952 Album de 400 photos de Paris, Paris, éd. Flammarion (photos de Bovis, Doisneau, Ronis, Schall…)
- 1956 SCHALL Roger et MENARD René, Le livre des arbres, Paris, éd. AMG
- 1960 GIRAUDOUX Jean, ROUBIER Jean, France, Paris, ministère des Travaux Publics, des Transports et du Tourisme
- 1964 SCHALL Roger, Chevaux de France, Paris, éd. Le Bélier & Prisma
- 1987 PERRAULT Gilles et AZEMA Jean-Pierre, Paris sous l’occupation, Paris, éd. Belfond
- 1994 SCHALL Roger, On nous appelle les fortes têtes, France Armée régiment étranger
- 2003 COLETTE, CENDRARS et CARRERE, A bord du Normandie, journal transatlantique, Paris, éd. Le Passeur (21 photos de Roger Schall)
- 2005 SCHALL Roger (préf. Pierre Miquel), Paris au quotidien 1939-1945, Paris, éd. Cherche midi  (ISBN 978-2-7491-0441-6)
- 2010 BAUDET Eric, Le Normandie, voyage inaugural : le Havre-New York, photos de Roger Schall, éd. des Falaises

### Filmographie
- Portrait de Roger Schall, émission Flash 3. Le Magazine de la photo, février 1983, 15 min.
- Roger Schall, l'homme au Rolleiflex, documentaire de Martin Fraudeau, 2009, 52 min.